# Monseñor José Vicente de Unda
Monseñor José Vicente de Unda est l'une des quatorze municipalités de l'État de Portuguesa au Venezuela. Son chef-lieu est Paraíso de Chabasquén. En 2011, la population s'élève à 23 744 habitants.

## Géographie

### Subdivisions
La municipalité possède une seule paroisse civile et une parroquia capital, traduite ici par « capitale » (en italiques et suivie d'une astérisque) avec, chacune à sa tête, une capitale (entre parenthèses) :
- Capitale Monseñor José Vicente de Unda (Paraíso de Chabasquén) ;
- Peña Blanca (Peña Blanca).